# Чурилин, Александр Анатольевич
Алекса́ндр Анато́льевич Чури́лин (26 октября 1946 — 15 апреля 2021) — советский и российский дипломат. Чрезвычайный и полномочный посол (2010).

## Биография
Окончил МГИМО МИД СССР (1970). Владел английским и шведским языками.
На дипломатической работе с 1970 года.
- В 1970—1974 годах — сотрудник Посольства СССР в Замбии.
- В 1974—1987 годах — сотрудник Отдела США и Канады МИД СССР.
- В 1989—1995 годах — старший советник по военно-политической проблематике Посольства СССР, затем (с 1991) России в США.
- В 1998—2002 годах — советник-посланник Посольства России в Дании.
- С февраля 2003 по июнь 2006 года — директор Историко-документального департамента МИД России.
- С 28 июня 2006 по 15 декабря 2011 года — чрезвычайный и полномочный посол Российской Федерации в Румынии[2][3].

## Семья
Был женат, имел дочь.

## Дипломатический ранг
- Чрезвычайный и полномочный посланник 2 класса (25 декабря 2000)[4]
- Чрезвычайный и полномочный посланник 1 класса (18 апреля 2005)[5]
- Чрезвычайный и полномочный посол (13 сентября 2010)[6]

## Награды
- Большой золотой почётный знак «За заслуги перед Австрийской Республикой» (2005 год, Австрия)[7].